# ماريو غوميز (لاعب كرة قدم بيروفي)
ماريو غوميز (بالإسبانية: Mario Gómez) (20 مايو 1981 بكاياو في بيرو - ) هو مدرب كرة قدم ولاعب كرة قدم بيروفي في مركز الوسط. شارك مع منتخب بيرو لكرة القدم. أما مع النوادي، فقد لعب مع الجامعي دي بيرو وخوان أوريتش وسيينسيانو وClub Deportivo Universidad de San Martín de Porres ‏ وسبورت بويز وLos Caimanes ‏ وسبورت أنكاش.

## وصلات خارجية
- هذه المقالة غير مرتبط بويكي بيانات